# IUSY
Международный союз молодых социалистов (англ. International Union of Socialist Youth, IUSY) — объединение социалистических, социал-демократических и лейбористских молодёжных организаций из более, чем 100 государств мира. IUSY — член Социалистического интернационала, неформально считается его молодёжным крылом.
Президентом IUSY является Вивиана Пиньейро (Viviana Piñeiro), представитель организации «Молодые социалисты Уругвая», член Социалистической партии Уругвая.

## История
Международный союз молодых социалистов создан на Международной конференции социалистических союзов молодёжи 24-26 августа 1907 году в Штутгарте под названием Социалистический интернационал молодёжи как молодёжная организация Второго интернационала. Первым его президентом стал Карл Либкнехт. На учредительной конференции присутствовало 20 человек из 13 стран. К 1912 году СИМ объединял около 170 тысяч членов молодёжных организаций 17 стран.
В годы Первой мировой войны большинство входивших в СИМ социалистических молодёжных организаций, вопреки линии руководства социал-демократических партий, заняло интернационалистскую и антивоенную позицию. Органы СИМ были вынуждены перебраться в нейтральную Швейцарию, в Цюрих. Бернская международная социалистическая конференция молодёжи 1915 года собрала представителей членов СИМ из Болгарии, Германии, Дании, Италии, Нидерландов, Норвегии, Польши, России, Швейцарии и Швеции, выступила с протестом против войны.
После Первой мировой войны произошёл раскол в рабочем движении и, вместе с тем, раскол среди молодёжных левых организаций. В 1919 году Международный союз социалистических молодёжных организаций был реконструирован его революционным крылом в виде Коммунистический интернационал молодёжи. Две других группы основали в 1921 году Международное сообщество социалистических молодёжных организаций и Молодёжный рабочий интернационал, воссоздав Социалистической интернационал молодёжи в 1923 году на конференции в Гамбурге, в которой участвовали представители Австрии, Чехословакии, Франции, Германии, Бельгии, Нидерландов, Дании и Швейцарии. СИМ примкнул к Социалистическому рабочему интернационалу. Из-за прихода к власти нацистов в 1933 году органы СИМ были перенесены из Берлина в Прагу.
Так как во время Второй мировой войны СИМ практически прекратил существование, после войны, 30 июня 1946 года, в Париже был создан новый интернационал — IUSY.
IUSY активно поддерживал процессы деколонизации и принимал участие в кампаниях солидарности с борьбой против военных диктатур в Латинской Америке.

## Организации-члены IUSY

### Члены с полным статусом

#### Африка
- Алжир — Молодёжь фронта социалистических сил (Jeunesse du Front des Forces Socialistes)
- Ангола — Молодёжь МПЛА (Juventude do Partido — MPLA)
- Ботсвана — Молодёжная лига Национального фронта Ботсваны
- Камерун — Социал-демократический фронт — Молодёжный
- Кабо-Верде — Молодёжь АПНКВ (Juventude do Partido Africano da Independencia de Cabo Verde)
- Кот-д’Ивуар — Молодёжь Ивуарийского народного фронта (Jeunesse du Front Populaire Ivoirien)
- Габон — Молодёжная Лига Джозефа Реджамбе (Union des Jeunesses Joseph Rendjambe)
- Гамбия — Молодёжь Объединённой демократической партии
- Мали — Молодёжь ADEMA/PASJ (Jeunesse ADEMA/P.A.S.J.)
- Марокко — Молодёжь Иттихадии (Jeunesse Ittihadia)
- Мозамбик — ФРЕЛИМО-Молодёжь
- Нигер — Молодёжная организация Тарайи (Organisation de Jeunesse du Taraya)
- Сенегал — Национальное движение социалистической молодёжи (Mouvement National des Jeunesses Socialistes)
- ЮАР — Молодёжная лига Африканского национального конгресса
- Свазиленд — Молодёжный конгресс Свазиленда
- Западная Сахара — UJSARIO

#### Америка
- Аргентина — Франха Морада
- Аргентина — Молодёжь социалистической партии (Juventud Partido Socialista)
- Аргентина — Радикальная молодёжь (Juventud Radical)
- Барбадос — Лига молодых социалистов Лейбористской партии Барбадоса
- Боливия — Молодёжь Революционного левого движения (Juventud del Movimiento de la Izquierda Revolucionaria)
- Боливия — Мллодёжное движение свободной Боливии (Juventud Movimiento Bolivia Libre)
- Бразилия — Социалистическая молодёжь-Рабочая партия (Juventude Socialista-PDT)
- Канада — Новая демократическая молодёжь Канады
- Чили — Молодёжь Партии за демократию (Juventud del Partido por la Democracia)
- Чили — Социал-демократическая радикальная молодёжь Чили (Juventud Radical Socialdemócrata de Chile)
- Чили — Социалистическая молодёжь Чили (Juventud Socialista de Chile)
- Колумбия — Национальная организация либеральной молодёжи (Organización Nacional de Juventudes Liberales)
- Коста-Рика — Либеральная молодёжь (Juventud Liberacionista)
- Кюрасао — Движение «Новые Антилы» (Movementu Antiyas Nobo)
- Доминиканская республика — Доминиканская революционная молодёжь (Juventud Revolucionaria Dominicana)
- Эквадор — Левая демократическая молодёжь (Juventud de Izquierda Democrática)
- Гондурас — Пинистская молодёжь (Juventud Pinuista)
- Ямайка — Молодёжная организация Народной национальной партии (People’s National Party Youth Organisation)
- Мексика — Демократическая молодёжь, ПДР (Juventud Demócrata, PRD)
- Никарагуа — Сандинистская молодёжь 19 июля (Juventud Sandinista 19 de Julio)
- Панама — Молодёжный фронт ПРД, (Frente de la Juventud del PRD)
- Парагвай — Февралистская революционная молодёжь (Juventud Revolucionaria Febrerista)
- Перу — Перуанская апристская молодёжь (Juventud Aprista Peruana)
- Пуэрто-Рико — Молодёжь Партии независимости Пуэрто-Рико (Juventud del PIP)
- США — Молодые демократические социалисты
- Уругвай — Новое молодёжное измерение (Juventud Nuevo Espacio)
- Уругвай — Социалистическая молодёжь Уругвая (Juventud Socialista del Uruguay)
- Венесуэла — Молодёжь демократических действий (Juventud de Acción Democrática)

#### Азия
- Бутан — Молодёжная организация Бутана
- Индия — Раштра Сева Дал
- Индия — Юва Саната Дал (Secular)
- Израиль — Молодая гвардия Лейбористской партии (Mishmeret Tse’irah shel Mifleget Ha’Avoda)
- Израиль — Молодёжь Мерец-Яхад (Tse’irei Meretz-Yahad)
- Япония — Молодёжное бюро Социал-демократической партии Японии
- Япония — Молодые японские социалисты
- Курдистан — Демократический молодёжный союз Иранского Курдистана (lawan)
- Ливан — Прогрессивная молодёжная организация
- Малайзия — Партия молодых социалистов демократического действия
- Монголия — Монгольский социал-демократический молодёжный союз
- Непал — Непальский студенческий союз
- Непал — Непал Тарун Дал
- Палестина — Молодёжь Фатах (Shabibet Fateh)
- Филиппины — Молодёжный Акбаян!

#### Европа
- Албания — Форум евросоциалистической молодёжи Албании (Forumi i Rinisë Eurosocialiste të Shqipërisë)
- Албания — Социал-демократическая молодёжь Албании (Rinisë Socialdemokrate)
- Армения — Молодёжная федерация Армении
- Австрия — Социалистическая молодёжь Австрии
- Австрия — Социалистические студенты Австрии (Verband Sozialistischer StudentInnen Österreichs)
- Азербайджан — Социал-демократическая молодёжная организация Азербайджана
- Белоруссия — Молодые социал-демократы — Молодая Громада
- Бельгия — Анимо
- Бельгия — Молодёжное социалистическое движение (Mouvement des Jeunes Socialistes)
- Босния и Герцеговина — Форум молодёжи Социал=демократической партии Боснии и Герцеговины (Forum mladih SDP BiH)
- Болгария — Болгарская социалистическая молодёжь (Българска социалистическа младежка)
- Болгария — Европейская левая молодёжная альтернатива (Европейска лява младежка альтернатива)
- Хорватия — Молодёжный форум социал-демократической партии (Forum mladih SDP)
- Хорватия — Социал-демократический союз молодёжи Хорватии (Socijaldemokratska studentska unija Hrvatske)
- Кипр — Социал-демократическая молодёжь (Νεολαία Σοσιαλδημοκρατον)
- Чехия — Молодые социал-демократы (Mladí Sociální Demokraté)
- Дания — Молодые социал-демократы Дании (Danmarks Socialdemokratiske Ungdom)
- Эстония — Молодые социал-демократы (Noored Sotsiaaldemokraadid)
- Фарерские острова — Социалистическая молодёжь (Sosialistiskt Ungmannafelag)
- Финляндия — Социал-демократические студенты (Sosialdemokraattiset Opiskelijat)
- Финляндия — Социал-демократическая молодёжь (Sosialdemokraattiset Nuoret)
- Франция — Движение молодых социалистов (Mouvement des Jeunes Socialistes)
- Германия — Молодые социалисты в СДПГ (JUSOS in der SPD)
- Германия — Социалистическая молодёжь Германии — Фальконы (Sozialistische Jugend Deutschlands — Die Falken)
- Грузия — Молодые социалисты Грузии
- Великобритания — Лейбористсткие студенты
- Великобритания — Молодые лейбористы
- Греция — Молодёжь ПАСОК (Νεολασία ΠΑΣΟΚ)
- Гренландия — Молодёжь Сиумут
- Венгрия — Сосьетас — Новое движение (Societas — Új Mozgalom)
- Венгрия — Социал-демократическая молодёжная лига (Szociáldemokrata Ifjúsági Mozgalom)
- Исландия — Социал-демократическая молодёжь Исландии (Samband ungra jafnaðarmanna)
- Ирландия — Лейбористская молодёжь
- Италия — Молодёжная социалистическая федерация (Federazione dei Giovani Socialisti)
- Италия — Молодые левые (Sinistra Giovanile)
- Латвия — Молодёжный социал-демократический союз (Jaunatnes Sociāldemokrātiskā Savienība)
- Литва — Литовский социал-демократический союз молодёжи (Lietuvos socialdemokratinio jaunimo sąjunga)
- Люксембург — Люксембуржская социалистическая молодёжь (Jeunesses Socialistes Luxembourgeoises)
- Македония — Социал-демократическая молодёжь Македонии (Социалдемократската младина на Македония)
- Молдова — Молодая Гвардия (Garda Tînără Архивная копия от 11 апреля 2021 на Wayback Machine) — молодёжная организация Партии Социалистов Республики Молдова (GT PSRM)
- Россия — Российский социал-демократический союз молодёжи (РСДСМ)
- Мальта — Лейбористский молодёжный форум
- Нидерланды — Молодые социалисты в Партии труда (Jonge Socialisten in de PvdA)
- Северная Ирландия — Молодёжь Социал-демократической рабочей партии (SDLP Youth)
- Норвегия — Рабочая молодёжная лига (Arbeidernes ungdomsfylking)
- Польша — Федерация молодых социал-демократов (Federacji Młodych Socjaldemorkatów)
- Польша — Федерация молодых трудящихся (Federacja Młodych Unii Pracy)
- Португалия — Молодые социалисты (Juventude Socialista)
- Румыния — Социал-демократическая молодёжь (Tineretul Social Democrat)
- Румыния — Молодёжная организация Демократической партии (Organizatia de Tineret a Partidului Democrat)
- Сан-Марино — Платформа молодых социалистов Сан-Марино (Area Giovani Socialisti Sammarinesi)
- Сербия — Социал-демократическая молодёжь (Социјалдемократска омладина)
- Словакия — Молодые социал-демократы (Mladí sociálni demokrati)
- Словения — Молодёжный форум социал-демократов (Mladi forum Socialnih Demokratov)
- Испания — Социалистическая молодёжь Испании (Juventudes Socialistas de España)
- Украина — Ленинский коммунистический союз молодёжи Украины (Ленiнська комуністична спілка України)
- Швеция — Социал-демократический студенческий союз (Socialdemokratiska Studentförbundet)
- Швеция — Шведская социал-демократическая молодёжная лига (Sveriges Socialdemokratiska Ungdomsförbund)
- Швейцария — Молодые социалисты Швейцарии (JungsozialistInnen Schweiz / Jeunesse Socialiste Suisse)

#### Океания
- Австралия — Австралийские молодые лейбористы (Australian Young Labor)
- Новая Зеландия — Новозеландские молодые лейбористы (New Zealand Young Labour)
- Фиджи — Молодёжь Лейбористские партии Фиджи

### Организации-наблюдатели
- Аргентина — Молодёжь Большого фронта
- Бенин — Молодёжь социал-демократической партии (Jeunesse Parti Social Democrate)
- Бенин — Молодёжь ASD (Jeunesse ASD)
- Босния и Герцеговина — Молодёжная лига СНСД
- Буркина-Фасо — Молодёжь Партии за демократию и прогресс/Партии социалистов (Jeunesse du Parti pour la Democratie et le Progresse/Parti Socialiste)
- Бирма — Общебирманская студенческая лига
- Тибет — Молодёжный конгресс Тибета
- Колумбия — Молодёжь Колумбийской либеральной партии
- Гайана — Молодёжный альянс рабочей молодёжи
- Кипр — Демократическое движение кипрских студентов (ΑΓΩΝΑΣ)
- Экваториальная Гвинея — Движение за социал-демократию (Convergencia para la Democracia Social)
- Эритрея — Национальный союз эритрейской молодёжи и студентов
- Грузия — Молодые социалисты Грузии
- Гвинея-Бисау — Африканский союз Амилькар Кабрал (Juventude Africana Amilcar Cabral)
- Мали — Союз молодёжи Ралли для Мали (Union de la Jeunesse Rassemblement Pour le Mali)
- Черногория — Социал-демократическая молодёжи Черногории (Социjaлдемократска омладина Црне Горе)
- Палестина — Генеральный союз палестинских студентов
- Сербия — Демократический молодёжь (Демократска омладина)
- Сербия — Лига социал-демократической молодёжи Воеводины (Лиге социјалдемократске Воjводанске омладине)
- Турция — Молодёжь демократической народной партии (DEHAP)
- Уганда — Молодые демократы
- Украина — Социал-демократическая перспектива
- Украина — Союз молодых социалистов
- Венесуэла — Молодёжное движение к социализму (Juventud del Movimiento al Socialismo)

### Ассоциативный член
- ECOSY

## Президенты IUSY
- 1946 Боб Моленаар (Бельгия)
- 1948 Петер Штрассер (Австрия)
- 1954 Нат Паи (Индия)
- 1960 Кюй Нюнт (Бирма)
- 1966 Уилберт Перера (Цейлон)
- 1969 Луис А. Карелло (Аргентина)
- 1971 Рафаэль Альбукерке (Доминиканская республика)
- 1973 Луис Айяла (Чили)
- 1975 Джерри Свенссон (Швеция)
- 1977 Алехандро Монтесино (Чили)
- 1979 Хиллари Бернард (Великобритания)
- 1981 Милтон Колиндрес (Сальвадор)
- 1983 Кирстен Йенссен (Дания)
- 1985 Хоан Калабуиг (Испания)
- 1989 Свен-Эрик Сёдер (Швеция)
- 1991 Роджер Хэлльхаг (Швеция)
- 1995 Никола Дзингаретти (Италия)
- 1997 Умберто Гентилони (Италия)
- 1999 Альваро Элизальде (Чили)
- 2004 Фикиле Мбалула (Южно-Африканская Республика)
- 2008 Джасинда Ардерн (Новая Зеландия)
- 2010 Вивиана Пиньейро (Уругвай)

## Генеральные секретари IUSY
- 1946 Пер Хэккеруп (Дания)
- 1954 Курт Кристианссон (Швеция)
- 1960 Пер Осен (Норвегия)
- 1963 Стуре Эриксон (Швеция)
- 1966 Ян Хэккеруп (Дания)
- 1969
- 1971 Джери Свенссон (Швеция)
- 1973 Юхан Пеанберг (Швеция)
- 1975 Фридрих О.Й. Ролл (Германия)
- 1977 Уве Фих (Дания)
- 1979 Юкка Оас (Финляндия)
- 1981 Бенгдт Олссон (Швеция)
- 1983 Роберт Кредих (Германия)
- 1985 Дирк Дрейбоомс (Бельгия)
- 1989 Рикард Торелл (Испания)
- 1993 Альфредо Ремо Лаццеретти (Аргентина)
- 1997 Лиса Пеллинг (Швеция)
- 2001 Энцо Амендола (Италия)
- 2006 Ивон Калленгэм (Ирландия)
- 2009 Юхан Хассел (Швеция)

## Конгрессы IUSY
- 1946 Париж
- 1948 Лёвен
- 1951 Гамбург
- 1954 Копенгаген
- 1957 Рим
- 1960 Вена
- 1963 Осло
- 1966 Вена
- 1969 Рим
- 1971 Лондон (внеочередной)
- 1973 Мальта
- 1975 Брюссель
- 1977 Штутгарт
- 1979 Франкфурт-на-Майне
- 1981 Вена
- 1983 Йорлунде
- 1985 Севилья
- 1987 Брюссель
- 1989 Буммерсвик
- 1991 Сеч
- 1993 Монтевидео
- 1995 Модена
- 1997 Лиллехаммер
- 1999 Гамбург
- 2001 Йоханнесбург
- 2004 Будапешт
- 2006 Эсбьерг
- 2008 Санто-Доминго